# Huangyaguan
Huangyaguan (chinesisch 黃崖關 / 黄崖关, Pinyin Huáng yáguān – „Gelbes Kliff“) im Kreis Ji (蓟县) der regierungsunmittelbaren Stadt Tianjin ist ein wichtiger Übergang der Chinesischen Mauer, etwa 30 km nördlich Tianjins.

## Lage
Huangyaguan wurde im Jahr 557 während der Zeit der Südlichen und Nördlichen Dynastien erbaut. Er war während der Ming-Dynastie für die Verteidigung gegen die Invasionen der Mandschu von großer Bedeutung. Zur Zeit des großen Soldaten Qi Jiguang wurde der Mauerabschnitt mit Ziegel und Stein wesentlich verstärkt.
Der Abschnitt von Huangyaguan verfügt über eine große Zahl typischer Bauformen der Großen Mauer, darunter Wasser- und Signaltürme sowie die Festung Baguaguan und den großen Wachturm „Phönixturm“. Der zugehörige Mauerabschnitt liegt auf einem Hügelkamm und weist einige sehr steile Teilstücke auf. 1986 wurde der Abschnitt als Kulturdenkmal von der Stadt Tianjin unter Schutz gestellt. Seitdem wurden über 3.000 m der Mauer und 20 Wassertürme restauriert.